# August Bernoulli (Historiker)

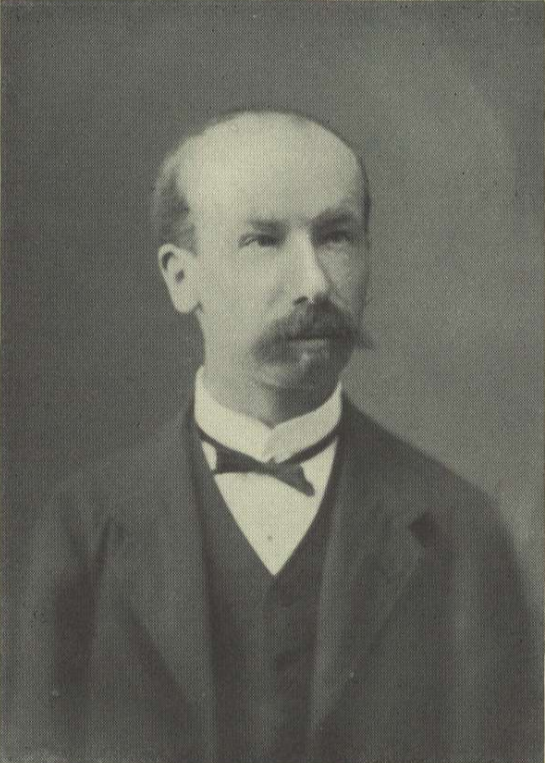
August Bernoulli-Burckhardt

August Christoph Bernoulli (* 19. Mai 1839 in Basel; † 29. April 1921 ebenda) war ein Schweizer Historiker aus der Gelehrtenfamilie Bernoulli.

## Leben und Werk
August Bernoulli war der jüngste von drei Söhnen des Leonhard Bernoulli und der Elisabeth, geborene Bär aus Aarau. Sein Vater war Drogeriehändler in der Liegenschaft «zur goldenen Münz» am Marktplatz und Stadtrat von Basel.
Nach seiner Schulzeit arbeitete Bernoulli für kurze Zeit im väterlichen Geschäft. Anschliessend war er für ein Handelshaus in Marseille und 1864 in Valencia tätig. Da sein wirkliches Interesse der Geografie und der Geschichte galt, studierte er ab 1866 an den Universitäten in Basel, Bonn und Berlin. Bernoulli promovierte 1872 mit der Arbeit «Die Luzerner Chronik des Melchior Russ».
Im gleichen Jahr wurde er in die Historische und Antiquarische Gesellschaft zu Basel aufgenommen. Der damalige Präsident der Gesellschaft, Wilhelm Vischer, zog Bernoulli zur Mitarbeit an den Basler Chroniken heran. Nach Vischers überraschendem Tod führte Bernoulli die Arbeit bis 1915 alleine weiter. Von 1883 bis 1904 hatte Bernoulli in der Historischen und Antiquarischen Gesellschaft zusätzlich das Amt des Kassiers inne. Seine Nachfolger waren Paul Burckhardt und August Burckhardt.
Bernoulli wurde 1886 in den Vorstand der Allgemeinen Geschichtforschenden Gesellschaft der Schweiz gewählt. Die Arbeit an den Basler Chroniken bildete Bernoullis Lebenswerk. Daneben veröffentlichte er zahlreiche Beiträge zur Schweizer und namentlich zur Basler Geschichte und Historiografie.
August Bernoulli heiratete 1873 Johanna Maria, geborene Burckhardt (1846–1916). Zusammen hatten sie drei Kinder.

## Veröffentlichungen (Auswahl)
- Die Schlacht bei St. Jakob an der Birs, eine kritische Untersuchung, 1877.
- Die Eroberung des Steins zu Rheinfelden, in:  Beiträge zur väterlichen Geschichte, Neue Folge, Band I, Basel 1882, S. 93–120.
- Basels Antheil am Burgunderkriege. Drei Teile, 76., 77. und 78. Neujahrsblatt der Gesellschaft zur Beförderung des Guten und Gemeinnützigen, Basel 1897, 1898 und 1899.
  - Erster Theil: 1574-1475. (Digitalisat)
  - II. Die Schlacht bei Grandson. (Digitalisat)
  - III. Murten und Nancy. (Digitalisat)
- als Herausgeber: Die älteste deutsche Chronik von Colmar, J. B. Jung & Cie., Colmar 1888 (online).